# الایژا دارت
الایژا دارت (انگلیسی: Elijah Dart; ۱۲ مارس ۱۸۸۰ – ۱۹۵۴ (۷۳−۷۴ سال)) بازیکن فوتبال بود.
از باشگاه‌هایی که در آن بازی کرده‌است می‌توان به باشگاه فوتبال گریمزبی تاون اشاره کرد.